# ハリマ共和物産
ハリマ共和物産株式会社（はりまきょうわぶっさん）は、兵庫県姫路市飾東町に本社を置く商社である。

## 事業所
- 大阪オフィス 大阪市淀川区西中島5-5-15
- 名古屋オフィス 名古屋市北区山田1-4-30
- 東京オフィス 東京都台東区上野3-6-7
- 宮城物流センター 宮城県加美郡加美町羽場字黒松1-1
- 下妻物流センター 茨城県下妻市大字半谷477-1
- 川越物流センター 埼玉県川越市南台1丁目9-3 MFLPプロロジス川越内
- 甲府物流センター 山梨県甲府市小曲町字上五割677-7
- 大口物流センター 愛知県丹羽郡大口町外坪1-28
- 小巻物流センター 愛知県小牧市大字河内屋新田字文戸63番 名港海運小牧北物流センター内
- 滋賀物流センター 滋賀県長浜市山階町138番
- 高槻物流センター 大阪府高槻市三島江3丁目2-8
- 加西物流センター 兵庫県加西市網引町2001-35
- 姫路物流センター 兵庫県姫路市飾東町庄313番地
- 福崎物流センター 兵庫県神崎郡福崎町西治978-23
- 鳥栖物流センター 佐賀県鳥栖市藤木町2445番地

## 沿革
- 1907年 津田留吉が姫路市福中町23に畳表商を創業。
- 1951年 資本金30万円で「株式会社津田商店」を設立。
- 1963年 本社を姫路市博労町75に移転し「津田物産株式会社」に商号変更。
- 1969年 資本金3,000万円で「ハリマ共和物産株式会社」に商号変更。
- 1971年4月 本社を姫路市飾東町庄313に新築移転。
- 1973年10月 「神戸営業所」設立。
- 1986年10月 「株式会社ブルーム」を子会社化。
- 1989年2月 「姫路物流センター」設立。
- 1995年5月 大阪証券取引所新2部上場。
- 1996年1月 大阪証券取引所2部指定替え。
- 1998年3月 大阪府高槻市に「高槻物流センター」設立。
- 2001年8月 茨城県下妻市に「下妻物流センター」設立。
- 2003年3月 佐賀県鳥栖市に「鳥栖物流センター」設立。
- 2003年6月 滋賀県長浜市に「滋賀物流センター」設立。
- 2004年4月 「丸紅株式会社」と共同出資で子会社「トイレタリージャパンインク株式会社」設立。
- 2004年6月 三重県四日市市と愛知県東海市に「ケースセンター」新設。
- 2004年12月 東京都千代田区に「東京営業所」設立。
- 2005年2月 宮城県加美町に「宮城物流センター」設立。
- 2006年6月 兵庫県神崎郡福崎町に「福崎物流センター」設立。
- 2010年8月 愛知県小牧市に「小牧物流センター」設立。
- 2012年7月 山梨県甲府市に「甲府物流センター」設立。
- 2013年7月 大阪証券取引所と東京証券取引所の現物株市場統合に伴い、東京証券取引所2部に上場。
- 2014年10月 愛知県丹羽郡大口町に「大口物流センター」設立。
- 2017年11月 兵庫県加西市に「加西物流センター」設立。
- 2019年8月 埼玉県川越市に「川越物流センター」設立。
- 2019年11月 愛知県小牧市に「小牧物流センター」設立。

## 西日本共和グループ
総本社
- 西日本共和株式会社 広島市西区商工センター1-3-22
- 西日本共和株式会社・九州事務所 福岡市博多区

広島支社
- 広島共和物産株式会社 広島市西区商工センター1-3-4
- 広島共和物産株式会社・広島物流センター 広島県東広島市志和流通1-47
- 広島共和物産株式会社・尾道センター 広島県尾道市東尾道11-11
- 広島共和物産株式会社・島根営業所 島根県益田市乙吉町イ327
- 広島共和物産株式会社・山口支店 山口県山口市朝田字流通センター601-21
- 広島共和物産株式会社・岡山支社 岡山県岡山市中区国富1-16-10
- 広島共和物産株式会社・岡山物流センター 岡山県岡山市東区古都南方3700
- 広島共和物産株式会社・四国西営業部 愛媛県松山市枝松5-6-48 井上第3ビル106号
- 広島共和物産株式会社・高知営業所 高知県高知市北川添24-10
- 広島共和物産株式会社・四国東営業部・香川物流センター 香川県三豊市三野町大見1610
- 広島共和物産株式会社・徳島営業所 徳島県徳島市東沖洲2-41-3　マリンピア沖洲
- 広島共和物産株式会社・九州支社・九州物流センター 福岡県糟屋郡久山町久原3771
- 広島共和物産株式会社・関西支店 大阪府松原市天美北4丁目4-3
- 広島共和物産株式会社・南大阪センター 大阪府泉南市樽井3-33-22

北九州支社
- 北九州共和株式会社 福岡県直方市上新入1776-3

概要
- 1950年11月設立
- 代表取締役社長　白石恵一
- 社員数　54名
- 北九州共和株式会社・久留米支店 福岡県久留米市大字山本町29-2

長崎支社
- 長崎共和株式会社 長崎県佐世保市卸本町9-2

概要
- 1964年9月設立
- 代表取締役社長　白川義幸
- 社員数　45名
- 長崎共和株式会社・諌早支店 長崎県諌早市小船越町572

大分支社
- 大分共和株式会社 大分市弁天1-6-45

概要
- 1975年4月設立
- 代表取締役社長　長野洋二郎
- 社員数　48名

宮崎支社
- 宮崎共和株式会社 宮崎県宮崎市吉村町正光寺前甲447

概要
- 1998年3月設立
- 代表取締役社長　酒井保男
- 社員数　51名
- 宮崎共和株式会社・延岡営業所 宮崎県延岡市卸本町11-15
- 宮崎共和株式会社・都城営業所 宮崎県都城市都北町4846

鹿児島支社
- イーライフ共和株式会社 鹿児島市南栄4-11-3
- イーライフ共和株式会社・熊本営業所 熊本市流通団地1-48

沖縄支社
- 株式会社ジーマックス 沖縄県浦添市西洲2-3-2

概要
- 1968年設立
- 代表取締役社長　儀間良章
- 社員数　96名